# يوجي اينكوكيدو
يوجي اينوكيدو , تاريخ الولادة 27 سبتمبر 1963م، كاتب سيناريو ياباني. وقد كتب البرامج النصية لنادي ثانوية اوران المضيف، الثوري فتاة أوتينا، FLCL، النيون Evangelion التكوين، RahXephon، لحن النسيان والسائق ستار. وقال انه سيكون المشرف النصي الكابتن الأرض.
وأطلق سراح له نوفليزأيشن من FLCL في الولايات المتحدة في ثلاثة مجلدات 2008-2009.

## وصلات خارجية
- يوجي اينكوكيدو على موقع IMDb (الإنجليزية)
- يوجي اينكوكيدو على موقع ألو سيني (الفرنسية)
- يوجي اينكوكيدو على موقع ميوزك برينز (الإنجليزية)
- يوجي اينكوكيدو على موقع أول موفي (الإنجليزية)
- يوجي اينكوكيدو على موقع قاعدة بيانات الفيلم (الإنجليزية)
- يوجي اينكوكيدو على موقع كينوبويسك (الروسية)
- يوجي اينكوكيدو على موقع ANN person (الإنجليزية)